# Radio Télévision Belge de la Communauté Française
RTBF, siglas de Radio Télévision Belge de la Communauté française (en español, «Radio Televisión Belga de la Comunidad Francesa»), es una empresa de radiodifusión pública de Bélgica, orientada a la comunidad francófona de la Región Valona y de Bruselas. Es una de las compañías que conforman la radiodifusión pública belga junto con VRT (comunidad flamenca) y BRF (comunidad germanófona).
La empresa fue fundada a raíz de la reforma federalista de 1970, cuando la radiodifusión belga quedó dividida en tres empresas para cada comunidad lingüística. A día de hoy, RTBF gestiona tres canales de televisión —La Une, Tipik y La Trois—, seis emisoras de radio, un servicio de transmisión por internet —RTBF Auvio— y un sitio web. Además, participa en la televisión internacional francófona TV5 Monde.
La gestión de RTBF corre a cargo de un comité de dirección y está sujeta a un consejo de administración, compuesto por trece miembros elegidos por el parlamento valón y dos nombrados por el gobierno. El servicio se financia a través de aportaciones directas y de publicidad.
RTBF y VRT son miembros de la Unión Europea de Radiodifusión.

## Historia

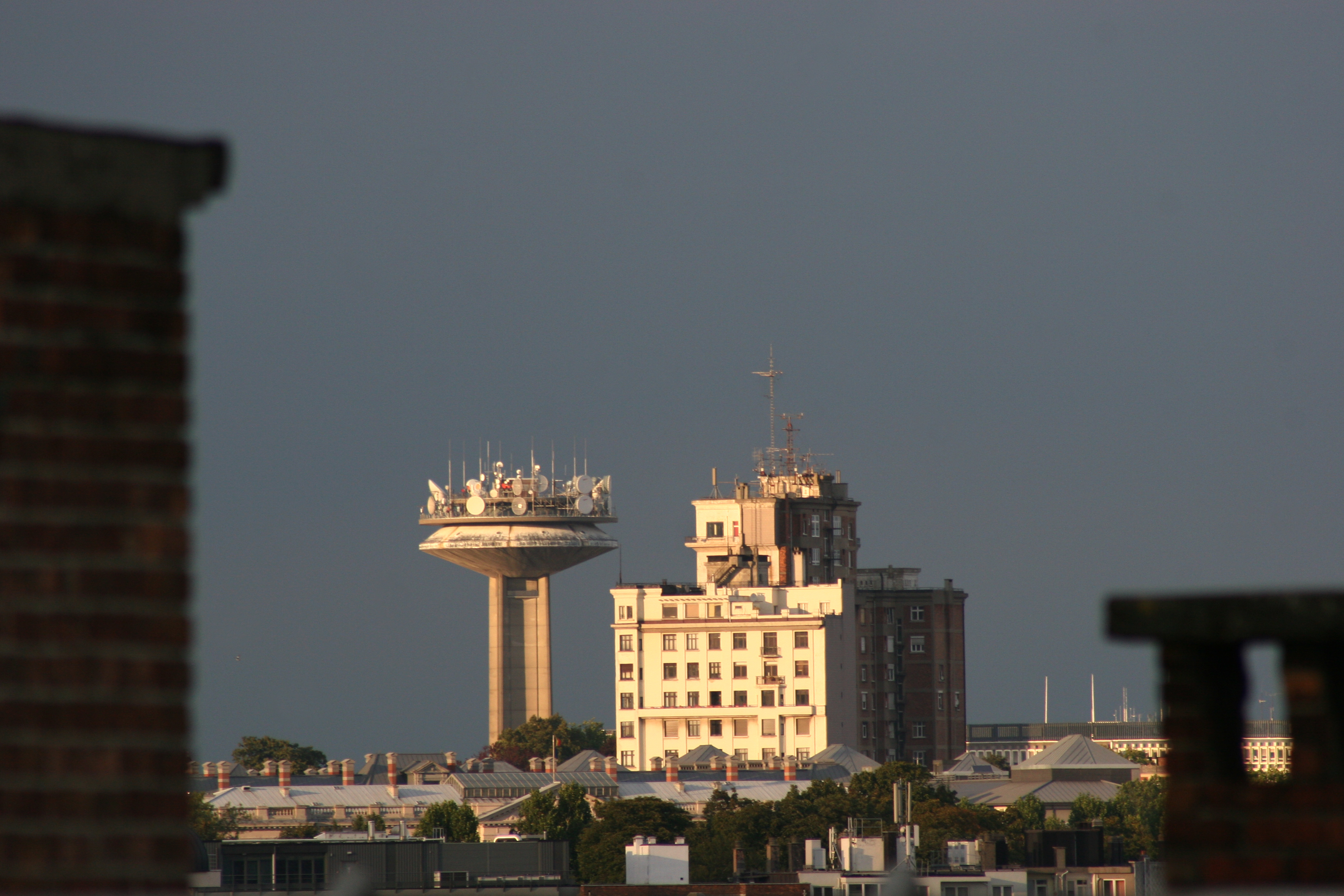
La Tour Reyers, torre de televisión de Bruselas.

La radiodifusión pública de Bélgica se puso en marcha en 1930 a través del «Instituto Nacional Belga de Radiodifusión», una empresa estatal que gestionaba dos emisoras de radio: una en neerlandés y otra en francés. Por otro lado, la televisión se puso en marcha en octubre de 1953 con un canal bilingüe.
En 1960, la radiodifusión pública se convirtió en una empresa independiente, «Radio y Televisión Belga» (BRT; Belgische Radio- en Televisieomroep), con dos centros de producción independientes —en neerlandés y francés— y otro para servicios comunes, así como una sede en el bulevar Auguste Reyers de Bruselas. Este sistema se mantuvo durante diecisiete años, hasta que la reforma federalista de 1970 condujo a la división de BRT en tres empresas públicas independientes, una por cada comunidad lingüística, a partir de 1977.
En lo que respecta a la radiodifusión francófona, el 12 de diciembre de 1977 se aprobó un decreto para modificar el nombre de la empresa por el de «Radio Televisión Belga de la Comunidad Francesa» (RTBF), que ha mantenido desde entonces. Durante los años 1980 el grupo se asoció con otras radiodifusoras francófonas para fomentar las coproducciones y crear el canal internacional TV5 Monde (1984). Además, RTBF impulsó en 1988 un segundo canal de televisión, Télé 21, dedicado a cine y documentales. A partir de 1989 se aprobó la emisión de bloques publicitarios en los canales de RTBF para financiar su actividad.
En marzo de 1997, RTBF se convirtió en una empresa pública con autonomía del poder, cuya labor estaría fijada por contratos marco que se revisarían cada cinco años. En 2004 hubo un cambio de imagen corporativa, por el cual los dos canales de televisión pasaron a llamarse La Une y La Deux respectivamente, y en 2007 se puso en marcha un tercer canal cultural, La Trois.
El grupo cuenta desde 2016 con una plataforma de video digital, RTBF Auvio, que permite acceder a los contenidos de la radiodifusión pública y ampliar la oferta con servicios exclusivos. Después de años sin reformas significativas, en 2020 se impulsó la fusión entre La Deux y la radio Pure FM para crear una nueva marca, Tipik, orientada al público joven.

## Organización

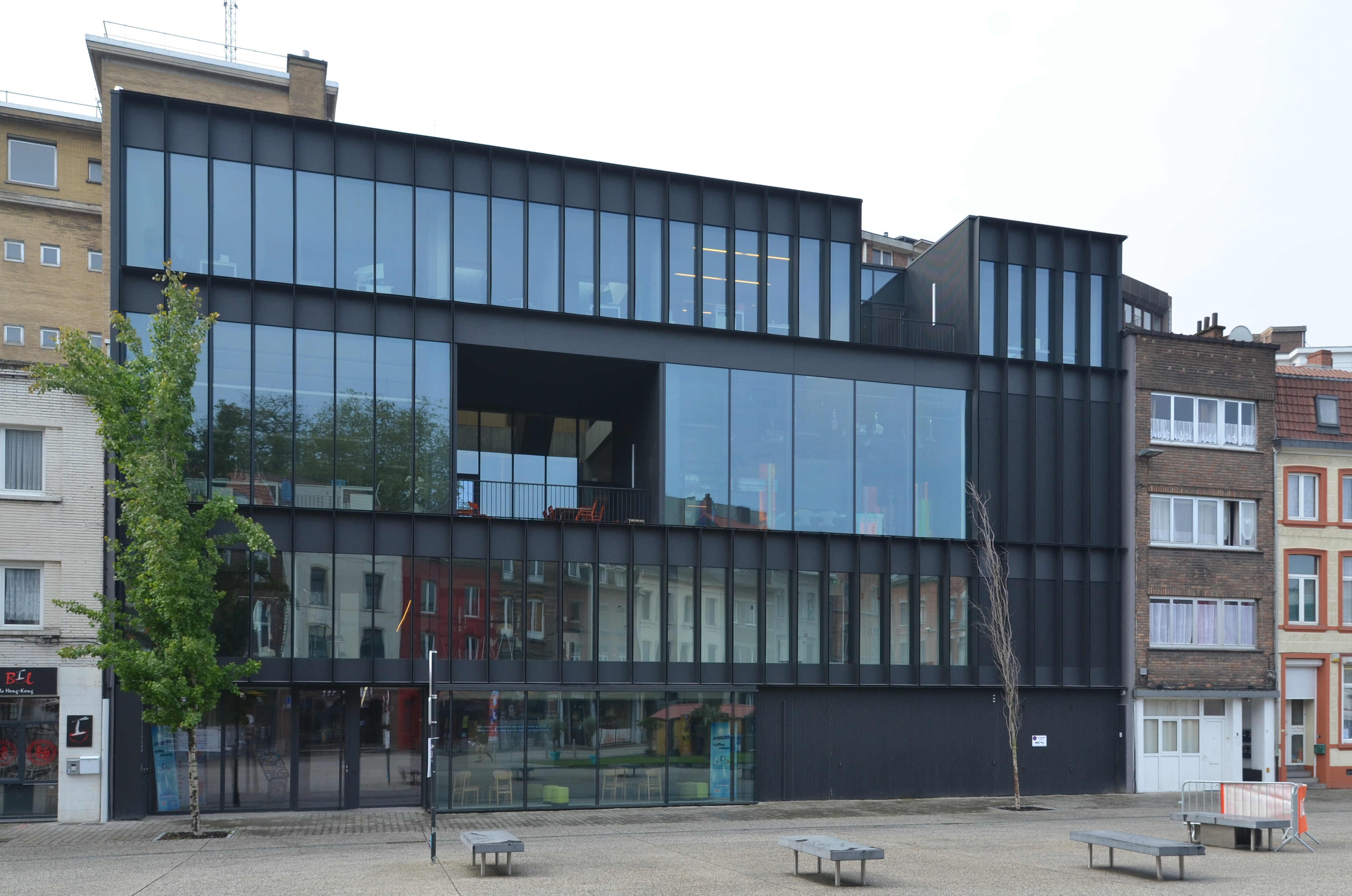
Centro regional de RTBF en Charleroi.

En Bélgica, la radiodifusión pública está dividida en tres empresas independientes entre sí: RTBF en la comunidad francesa, VRT en la comunidad flamenca y BRF en la comunidad germanófona. En ese sentido, RTBF ofrece una programación en francés para la población de la Región Valona y de la Región de Bruselas-Capital, con vocación de servicio público e independencia de todo poder. La sede de RTBF está en el bulevar Auguste Reyers de Bruselas, justo en frente del hogar de VRT.
La labor de servicio público de RTBF está fijada en acuerdos marco de gestión con una vigencia de cinco años. La gobernanza corre a cargo de un consejo de administración compuesto por trece miembros elegidos por el parlamento valón y dos comisarios del gobierno, quienes velan por el cumplimiento del acuerdo marco. A su vez, el consejo de administración nombra a un director ejecutivo que se encarga de la gestión diaria. El actual director general es Jean-Paul Philippot.
Entre las labores fijadas en el acuerdo marco, la programación de RTBF debe cumplir las siguientes obligaciones: imparcialidad informativa, servicio al ciudadano, cobertura a las demandas de la sociedad civil, desarrollo tecnológico, y vigilancia del buen uso del idioma francés. El servicio se mantiene a través de aportaciones directas del gobierno valón —siempre que no excedan del 75% del presupuesto total— y de la venta de publicidad, gestionada a través de la Agencia Belga de Medios (RMB). Los ingresos publicitarios no pueden superar el 25% del total y su emisión está limitada.
RTBF es miembro activo de la Unión Europea de Radiodifusión y participa en el canal internacional francófono TV5 Monde.

## Servicios

### Radio
| Logo        | Programación |
| ----------- | --- |
| La Première | La Première: Emisora de servicio público centrada en boletines informativos, divulgación y programas culturales. Comenzó sus emisiones el 24 de noviembre de 1923 como la primera emisora de radio en Bélgica.                |
| VivaCité    | VivaCité: Cadena generalista especializada en entretenimiento e información de proximidad. Dispone de conexiones regionales a través de sus emisoras en Bruselas, Lieja, Mons, Namur, Charleroi, Luxemburgo y Brabante Valón. |
| Musiq3      | Musiq3: Emisora de música clásica, jazz y música universal. |
| Classic 21  | Classic 21: Emisora de música pop/rock especializada en clásicos. |
| Tipik       | Tipik: Marca multimedia orientada al público entre 25 y 39 años. La emisora de radio ofrece música contemporánea. |
| TARMAC      | TARMAC: Emisora digital especializada en música urbana y hip-hop. |
| Tipik       | RTBF Mix: Emisora orientada a la Región Flamenca con programas de todas las emisoras de RTBF. |

### Televisión
| Logo     | Programación |
| -------- | --- |
| La Une   | La Une: Canal generalista especializado en servicios informativos, entretenimiento y acontecimientos en directo. Comenzó sus emisiones el 31 de octubre de 1953. |
| Tipik    | Tipik: Marca multimedia orientada al público entre 25 y 39 años. El canal de televisión ofrece series, retransmisiones deportivas y entretenimiento. Comenzó sus emisiones el 26 de marzo de 1977 y a lo largo de su historia ha tenido varias marcas como RTBis, Télé 21 y La Deux. |
| La Trois | La Trois: Canal con programación infantil y juvenil en horario matinal, y cultural en el nocturno. Entró al aire el 30 de noviembre de 2007. |

### Internet
RTBF cuenta con un servicio de transmisión en directo y video bajo demanda, «RTBF Auvio», que agrupa toda la oferta digital. Además de ofrecer el contenido de los distintos canales de radio y televisión, así como el archivo histórico, cuenta con su propia línea de programas originales y exclusivos.
El servicio se puso en marcha en 2016 bajo la marca «Auvio». Es necesario estar registrado para acceder a los contenidos.

## Controversia
El 13 de diciembre de 2006, RTBF tuvo repercusión internacional a raíz de la emisión de un boletín informativo falso, Bye Bye Belgium, en el que se anunciaba una hipotética declaración de independencia de Flandes y la disolución de Bélgica. La intención del programa era demostrar la confianza de los belgas en sus medios informativos y comprobar si la población contrastaba las noticias. A pesar de que el programa hizo énfasis en la posibilidad de un montaje, la sede de RTBF recibió numerosas llamadas telefónicas y algunos medios se hicieron eco de la noticia como si fuese cierta. El experimento fue muy criticado por el primer ministro belga, Guy Verhofstadt, quien lo calificó de «irresponsable», y por buena parte de la comunidad política belga. No obstante, RTBF defendió su emisión para generar un debate sobre la responsabilidad de periodistas y espectadores.